# Idioma griego
El griego (Ελληνικά, Ellinikáⓘ) es una lengua originaria de Grecia, que pertenece a la rama helénica de las lenguas indoeuropeas. Es la lengua indoeuropea con la mayor historia documentada, puesto que cuenta con más de 3400 años de evidencia escrita. El sistema de escritura que ha utilizado durante la mayor parte de su historia y hasta la actualidad es el alfabeto griego. Previamente utilizó otros sistemas, como el lineal B o el silabario chipriota. 
El griego ocupa un lugar importante dentro de la historia de Europa, la llamada civilización occidental y la cristiandad. El canon de la literatura griega antigua incluye obras de importancia e influencia monumental para el futuro canon occidental, como los poemas épicos de la Ilíada y la Odisea. También en griego se escribieron muchos de los textos fundacionales de la filosofía occidental, como los diálogos platónicos o las obras de Aristóteles. El Nuevo Testamento de la Biblia se escribió en griego koiné, idioma en que se sigue celebrando la liturgia de varias confesiones cristianas (especialmente la Iglesia ortodoxa y el rito bizantino de la Iglesia católica). Junto con los textos latinos y las tradiciones del mundo romano, profundamente influido por la antigua sociedad griega, conforma la disciplina de los estudios clásicos.
El griego moderno, tal como se lo conoce hoy en día, deriva del griego antiguo a través del griego medieval o bizantino y es el idioma oficial de Grecia y de Chipre, además de ser una de las lenguas oficiales de la Unión Europea. El estándar lingüístico actual se desarrolló tras la guerra de Independencia de Grecia (1821-1831) y está basado en la lengua popular (el dimotikí), aunque con considerable influencia de la lengua culta arcaizante desarrollada a lo largo de los siglos xix y xx (el katharévousa), que fue la norma oficial hasta 1976. Existen minorías de hablantes de griego en el sur de Albania y en el sur de Italia, donde se habla el griko (o grecocalabrés) y el grecánico (o grecosalentino). En torno al mar Negro quedan todavía minorías de hablantes del dialecto póntico. Además, desde finales del xix existen comunidades grecoparlantes descendientes de emigrados en Francia, Alemania, Reino Unido, Estados Unidos, Canadá, Australia, Argentina, Uruguay, Brasil, Chile, Venezuela y México.

## Aspectos históricos, sociales y culturales

### Historia

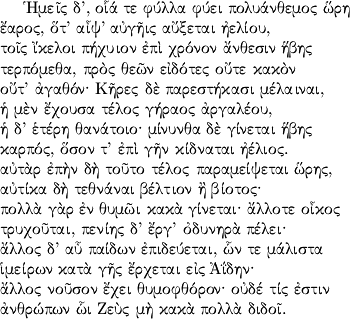
Fragmento de una elegía de Mimnermo

Las lenguas o dialectos griegos constituyen juntos la rama o subfamilia helénica de la familia indoeuropea. Con un registro escrito de unos 3400 años, el griego es una de las lenguas (propiamente un grupo de lenguas) cuyo desarrollo histórico puede seguirse durante un mayor período, superada solo por los escritos en lenguas chinas, egipcias e hitita. La historia de la lengua griega se puede dividir en al menos siete etapas:
- Orígenes: la prehistoria de la lengua griega ha avanzado sobre todo debido a las teorías del indoeuropeo desarrolladas desde mediados del siglo xix. El griego, al igual que las lenguas del grupo indoario y armenio, deriva lingüísticamente de los dialectos hablados por pueblos que probablemente se desplazaron a mediados del IV milenio a. C. desde las estepas del norte del mar Negro (o Ponto Euxino) al valle bajo del río Danubio. Desde esta región los hablantes de protohelénico se desplazaron en dirección sur, hacia la península balcánica.

- Griego arcaico: se estima que alrededor del ii milenio a. C. llegó al Peloponeso y algunas islas del mar Egeo la primera ola de hablantes de dialectos griegos. Se han identificado como los ἀχάιοι (akháioi, 'aqueos') de Homero y los ahhiyawa de las fuentes hititas. El habla de los aqueos parece ser la base de los posteriores dialectos jónico-áticos. Los habitantes prehelénicos de la península (pelasgos) fueron desplazados o absorbidos por los hablantes griegos, aunque dejaron un substrato patente sobre todo en la toponimia. También dejó cierto sustrato lingüístico la lengua no indoeuropea de los minoicos, que se ha conservado escrita en lineal A, aunque no ha sido descifrada todavía. Los aqueos dieron lugar a la civilización micénica, de la que se han conservado inscripciones en escritura lineal B, derivada de la escritura lineal A minoica. La lengua de estas inscripciones en bustrófedon es claramente una forma de griego, bastante uniforme a lo largo de todo su dominio, que se conoce como griego micénico. En el siglo xi a. C. la civilización micénica llegó a su fin a causa de las invasiones de otro grupo griego, hablantes de dialectos dóricos. El lineal B dejó de usarse y comenzó una «época oscura» sin testimonios escritos directos. Entre los siglos xi y viii a. C. se escribieron los poemas homéricos, basados en una tradición oral anterior que se remontaría a la época micénica. Estos poemas fueron escritos en una mezcla de dialectos eolios y dialectos jónicos y en un alfabeto basado en un modelo fenicio, que acabaría derivando en el alfabeto griego clásico.

Famoso comienzo de la Ilíada de Homero en que se canta la cólera de Aquiles, hijo de Peleo

Extensión de los dialectos griegos antiguos
1 a 4: eólico
5: jónico y 6: ático
7 a 14: dórico
15 a 18: noroccidental
19 a 21: arcado-chipriota

- Griego antiguo (Ἀρχαία Ἑλληνική): el llamado griego clásico es una forma literaria estandarizada basada en el habla de Atenas, un dialecto ático con una fuerte influencia jónica. En la Antigüedad siempre existieron otras variantes de griego llamadas usualmente dialectos por más que realmente deben concebirse como lenguas griegas diferentes del griego ático, aunque estrechamente emparentadas con él. El griego que a menudo se estudia como modelo es el dialecto ático, ya que en él escribieron la mayoría de los grandes autores griegos. En ella escribieron, entre otros, el filósofo Aristóteles, el historiador Polibio y el moralista Plutarco. Los diferentes dialectos antiguos eran cinco:
  - Griego panfilio (Παμφυλιακή διάλεκτος). Fue un antiguo dialecto griego, aislado y poco documentado, hablado en Panfilia, en la costa sur del Asia Menor. También considerado semibárbaro por los griegos de la madre patria y, efectivamente, contaminado por las influencias extraídas de la lengua epicórica no griega.
  - Griego del Noroeste y Dórico (Δωρική διάλεκτος). Hablados en el noroeste de Grecia, principalmente gran parte del Epiro, Molosia y Macedonia, así como la península del Peloponeso, la parte sur de la costa de Asia Menor, las islas de Creta y Rodas y gran parte de la Magna Grecia.
  - Eólico (Αιολική διάλεκτος). Hablado en la parte norte de la costa de Asia Menor, en la isla de Lesbos, en Tesalia y en Beocia.
  - Arcadio-chipriota (Αρκαδοκυπριακή διάλεκτος): Hablado en Arcadia y la isla de Chipre. Fue sustituido por la lengua común (koiné) para posteriormente dar paso al actual griego-chipriota.
  - Jónico-ático. Grupo dialectal formado por:
    - Jónico (Ἰωνικὴ διάλεκτος). Hablado en Eubea, en las islas del mar Egeo y en Jonia (la región costera de Anatolia que comprende las ciudades de Esmirna, Éfeso y Mileto. Este dialecto es la base de la lengua de Homero, Hesíodo y Heródoto.
      - Dialecto homérico (Ομηρικά ελληνικά). Lengua épica, que se basa fundamentalmente en el dialecto jónico, con características tomadas del dialecto eolio. Alterna formas arcaicas y clásicas y fue empleada por Homero en la Ilíada y la Odisea.

    - Ático (Ἀττικὴ Ἑλληνική). Hablado en Atenas y la península del Ática.

Mapa que muestra la distribución de las principales áreas dialectales del griego moderno. Basado en Newton (1972)

- Griego helenístico (Κοινὴ ɣλῶσσα): Dada la importancia comercial y cultural de Atenas, especialmente a partir del período helenístico (323-31 a. C.), resultó el dialecto que sirvió de modelo para la posterior lengua común o koinè glôssa, se impuso como lengua literaria en toda Grecia y se extendió con las conquistas de Alejandro Magno al Oriente. Aunque el dialecto ático perdió su pureza original, evolucionó y se enriqueció con los aportes de las distintas lenguas habladas los territorios que conformaban el vasto imperio de Alejandro Magno, desde Roma hasta algunos enclaves en la India, pasando por Egipto. Constituye el dialecto principal del griego bíblico, tanto de las traducciones del Antiguo Testamento como la redacción del Nuevo, con una importante cantidad de préstamos léxicos de lenguas semíticas, como el arameo y el hebreo. La koiné llegó a ser la lengua oficial del Imperio romano junto con el latín y, tras la caída de la parte occidental del imperio, siguió siendo la lengua oficial del Imperio romano de Oriente o bizantino.
- Aticismo (Ἀττικισμός): Era un movimiento retórico y literario, que comenzó en la época posterior a la clásica, durante el primer cuarto del siglo I a. C. Literalmente significa seguimiento de los áticos. Euclides y otros autores de la época del griego koiné, intentaron regresar a la pureza del ático moderno. Se caracterizó por la corrección, la sencillez, la delicadeza y la elegancia de los escritores y oradores atenienses de la Grecia clásica, tratando de imitar el dialecto ático clásico.

- Griego medieval (Μεσαιωνική Ελληνική): Aunque la lengua oficial del Imperio bizantino (395-1453) era la koiné (κοινή), siguió evolucionando hasta dar lugar a lo que se conoce como griego medieval o bizantino. Al igual que ocurría en la parte occidental del imperio con el latín, se creó una situación de diglosia en que la lengua escrita siguió siendo la antigua koiné mientras que la lengua oral acusaba rasgos fonéticos, léxicos y gramaticales cada vez más diferenciados.

- Griego moderno (Νέα Ελληνική): forma sencilla derivada del griego común o koiné. Se adopta convencionalmente la toma de Constantinopla por los otomanos (1453) como fecha de aparición del griego moderno, si bien sus rasgos principales ya aparecían en el griego medieval. Con la pérdida de oficialidad la lengua popular se distanció todavía más de la lengua culta, lo que acentuó la diglosia preexistente. En 1831, con el surgimiento del Estado nación en el Reino de Grecia, el griego se establece como lengua oficial. Sin embargo, este hecho estuvo marcado por la cuestión lingüística griega, debate en torno a la adopción como idioma oficial de una variedad arcaizante inspirada en la koiné (καθαρεύουσα) o del δημοτική (dimotikí), la lengua popular. Esta disputa se resolvió en 1976 con la adopción oficial del griego demótico por parte del gobierno helénico; si bien, la lengua moderna estándar se encuentra considerablemente influida por la katharévousa.[1] Es una lengua más analítica que sintética y su gramática difiere notablemente del griego clásico, tanto así que éste no es tan fácilmente comprensible para un griego contemporáneo. Mención aparte merece el dialecto hablado en Chipre, el grecochipriota, cuya pronunciación, gramática y vocabulario, difieren significativamente del griego demótico estándar hablado en Grecia, tanto que, a un hablante griego podría resultarle difícil comprender a un chipriota.

### Continuidad histórica
Es común enfatizar la continuidad histórica de las diversas etapas de la lengua griega. Aunque el griego ha desarrollado cambios morfológicos y fonológicos comparables a los de otros idiomas, no ha habido ningún momento a lo largo de su historia desde la Antigüedad clásica en que su tradición cultural, literaria u ortográfica se haya visto interrumpida hasta el punto de que pueda determinarse fácilmente el surgimiento de un nuevo idioma. Incluso hoy en día los hablantes de griego suelen considerar las obras literarias en griego antiguo más como parte de su idioma que de un idioma extranjero. Además, se afirma con frecuencia que los cambios históricos han sido relativamente pequeños en comparación con otras lenguas. Según Margaret Alexíou, «el griego homérico es probablemente más cercano al demótico que el inglés del xii al inglés oral actual». La percepción de continuidad histórica se ve también reforzada por el hecho de que el griego se ha dividido muy poco en varias lenguas hijas, como ocurrió con el latín. Junto con el griego moderno estándar (en sus dos registros katharévousa y demótico), las otras variedades derivadas del griego son el griego póntico, el tsakonio del Peloponeso Oriental (hoy altamente amenazado), el griko (o grecosalentino) y el grecánico (o grecocalabrés) de Italia Meridional.

### Distribución geográfica

Mapa que muestra los 50 países con mayor índice de emigrados griegos; el color más oscuro significa mayor presencia

El griego es el idioma oficial y lengua mayoritaria de Grecia y Chipre. Como lengua minoritaria está presente desde hace más de dos mil años en el sur de Albania y en el sur de Italia. En Italia se encuentra en el sur de Apulia (en la Grecia Salentina), donde se habla el griko, y también en el sur de Calabria (en la Bovesia), donde se habla el grecánico. Igualmente existen minorías griegas desde hace más de dos mil años en territorios hoy ocupados por Turquía, principalmente en la actual Estambul, Esmirna, otras zonas de la Tracia Oriental y las costas anatólicas del Mar Egeo y el Mar de Mármara. De modo semejante son antiquísimas las pequeñas comunidades grecoparlantes existentes en algunos sitios costeros de la república de Georgia (incluyendo Pitiys, en la costa de Abjasia), en Ucrania (particularmente en la península de Crimea y en la parte meridional de la región histórica de Zaporozhia), y en las costas de Bulgaria y Rumania.
Desde finales del xix existen algunas comunidades grecoparlantes descendientes de emigrados en Francia, Alemania, Inglaterra, Australia, Estados Unidos, Canadá, Argentina, Brasil, Chile, Uruguay, Venezuela y México. Es, por tanto, una lengua con un gran área de dispersión y una gran importancia histórica y filológica en la cultura mundial, pues los idiomas europeos más importantes de la actualidad poseen millares de palabras de uso común con étimos griegos. Con todo, se considera que el griego era hablado usualmente por unos dieciséis millones de personas en el 2006.

## Descripción lingüística

### Clasificación filogenética
El griego moderno, el grecochipriota, los dialectos grecoitalianos, el capadocio, el póntico y el tsakonio son ya los únicos supervivientes de la rama griega de las lenguas indoeuropeas. Otros idiomas importantes pero ya desaparecidos de esta rama fueron el griego micénico, el griego ático y el griego helenístico, extendido gracias a las conquistas de Alejandro Magno y del que derivan todas las variedades actuales, a excepción del tsakónico.

### Fonología y escritura

#### Fonología
A lo largo de su historia, la estructura silábica del griego ha cambiado poco: el griego muestra una estructura silábica mixta, que permite ataques silábicos complejos pero codas restringidas. Solo tiene vocales orales y una serie considerablemente estable de contrastes consonánticos. Los principales cambios fonológicos tuvieron lugar durante el periodo helenístico e incluyeron al menos cuatro cambios:
- El paso del acento tonal al acento prosódico.
- La simplificación del sistema de vocales y diptongos, con la pérdida de la distinción de longitud vocálica, la monoptongación de la mayoría de los diptongos y la transformación de un buen número de vocales en /i/ (iotacismo),[5] que resultó en solo cinco fonemas vocálicos: /a/, /e/, /i/, /o/ y /u/.[6]
- La evolución de las consonantes oclusivas aspiradas sordas /pʰ/ y /tʰ/ en las fricativas sordas /f/ y /θ/ respectivamente. Quizás tuvo lugar posteriormente una evolución similar de /kʰ/ a /x/. Con todo, estos cambios fonológicos no se reflejaron nunca en la ortografía: tanto unos fonemas como otros se han escrito con φ, θ y χ.
- La posible evolución de las consonantes oclusivas sonoras /b/, /d/ y /ɡ/ a sus correspondientes fricativas sonoras /β/ (posteriormente /v/), /ð/ y /ɣ/.[7]

#### Escritura
El alfabeto utilizado por el griego moderno es prácticamente el mismo del griego clásico; solo se ha modificado el sonido de algunas letras. En cambio, quedaron obsoletas algunas letras dialectales o arcaicas usadas hacia los siglos vii y vi a. C. tales como la doble gamma o digamma (valor fonético aproximado [w]), la qoppa ([k]), la sampi ([ss], [ts]) y la san ([s]). También cayó en desuso una forma de escribir la letra sigma usada en el koiné alejandrino y en el griego bizantino cuyo grafema era C, letra que ha quedado como legado en el alfabeto cirílico con el valor fonético de s.
| letra  | nombre en español | pronunciación clásica            | pronunciación actual                                                                           |
| Α α    | alfa              | [a], [aː]                        | [a]; αι [e]; αυ [av], [af]                                                                     |
| Β β    | beta              | [b]                              | [v]                                                                                            |
| Γ ɣ    | gamma             | [g]; ɣɣ [ng]                     | [ɣ] ante [a], [o], [u]; [ʝ] ante [e], [i]; ɣɣ [ng]; ɣκ [g] al inicio de palabra, [ŋɡ] en medio |
| Δ δ    | delta             | [d]                              | [δ]                                                                                            |
| Ε ε    | épsilon           | [e]; ει [eː]                     | [e]; ει [i]; ευ [ev], [ef]                                                                     |
| Ζ ζ    | dseta             | [zd], [dz], [z]                  | [z]                                                                                            |
| H η    | eta               | [ɛː]                             | [i]; ηι [i]; ηυ [iv], [if]                                                                     |
| Θ θ    | zeta              | [tʰ]                             | [θ]                                                                                            |
| Ι ι    | iota              | [i] [iː]                         | [i], [j]                                                                                       |
| K κ    | kappa             | [k]                              | [k], [c]                                                                                       |
| Λ λ    | lambda            | [l]                              | [l], [ʎ]                                                                                       |
| Μ μ    | mi                | [m]                              | [m], [mɲ]; μπ [b] al inicio de palabra, [mb] en medio                                          |
| Ν ν    | ni                | [n]                              | [n], [ɲ]; ντ [d] al inicio de palabra, [nd] en medio                                           |
| Ξ ξ    | xi                | [ks]                             | [ks]                                                                                           |
| Ο ο    | ómicron           | [o]; οι [ɔi]; ου [u], [uː], [oː] | [o]; οι [i]; ου [u]                                                                            |
| Π π    | pi                | [p]                              | [p]                                                                                            |
| Ρ ρ    | ro                | [ɾ], [r]; [ɾʰ], [rʰ]             | [ɾ], [r]                                                                                       |
| Σ σ, ς | sigma             | [s]                              | [s], [ʃ];                                                                                      |
| Τ τ    | tau               | [t]                              | [t]; τζ [dz]; τσ [ts] [tʃ]                                                                     |
| Υ υ    | ípsilon           | [u], [uː] > [y], [yː]; υι [yː]   | [i]; υι [i]                                                                                    |
| Φ φ    | fi                | [pʰ]                             | [f]                                                                                            |
| Χ χ    | ji                | [kʰ], γχ [ŋkʰ]                   | [x] ante [a], [o], [u]; [ç] ante [i, e]; γχ [ŋx] o [ŋç].                                       |
| Ψ ψ    | psi               | [ps]                             | [ps]                                                                                           |
| Ω ω    | omega             | [ɔː]                             | [o]                                                                                            |

### Morfología
En todas sus etapas, la morfología griega muestra una gran variedad de afijaciones derivativas, un sistema limitado pero productivo de composición y un rico sistema flexivo. Mientras que las categorías morfológicas han permanecido estables a lo largo del tiempo, los cambios morfológicos han sido notables, especialmente en los sistemas nominal y verbal. El principal cambio en la morfología nominal fue la pérdida del dativo, cuyas funciones fueron sustituidas sobre todo por el genitivo. En la morfología verbal el principal cambio fue la pérdida de los infinitivos, que conllevó un consecuente aumento de nuevas formas perifrásticas.

#### Morfología nominal
Los pronombres muestran marcas de persona (primera, segunda y tercera), número (singular, dual y plural en griego antiguo; singular y plural en las etapas posteriores) y género (masculino, femenino y neutro), así como declinación con casos (de seis casos en las formas arcaicas a cuatro en griego moderno). Los sustantivos, artículos y adjetivos marcan todas estas distinciones excepto la de persona. Tanto los adjetivos atributivos como los predicativos concuerdan con el nombre.

#### Morfología verbal
Las categorías flexivas del verbo griego han permanecido relativamente estables a lo largo de la historia griega, aunque con cambios significativos en cuanto al número de distinciones de cada categoría y su expresión morfológica. Los verbos griegos tienen formas flexivas sintéticas para:
| persona | Antiguo: primera, segunda y tercera                                    |
| persona | Moderno: primera, segunda y tercera; segunda persona formal            |
| número  | Antiguo: singular, dual y plural                                       |
| número  | Moderno: singular y plural                                             |
| tiempo  | Antiguo: presente, pasado, futuro                                      |
| tiempo  | Moderno: presente y no presente (el futuro es perifrástico)            |
| aspecto | Antiguo: imperfectivo, perfectivo (tradicionalmente aoristo), perfecto |
| aspecto | Moderno: perfectivo e imperfectivo                                     |
| modo    | Antiguo: indicativo, subjuntivo, imperativo, optativo                  |
| modo    | Moderno: indicativo, subjuntivo e imperativo                           |
| voz     | Antiguo: activa, media y pasiva                                        |
| voz     | Moderno: activa y medio-pasiva                                         |

### Sintaxis
Muchos aspectos de la sintaxis griega han permanecido constantes: los verbos solo concuerdan con el sujeto, el uso de los casos restantes está casi intacto (nominativo para sujetos y atributos, acusativo para objetos directos y tras casi todas las preposiciones, genitivo para la posesión), el artículo precede al nombre, las aposiciones son generalmente preposicionales, las oraciones de relativo siguen al sustantivo al que modifican, los pronombres relativos se posicionan al inicio de su proposición, etc. Sin embargo, los cambios morfológicos también tuvieron sus equivalentes en la sintaxis, y hay por tanto diferencias significativas entre la sintaxis antigua y moderna. El griego antiguo usaba muy frecuentemente construcciones de participio y de infinitivo, mientras que el griego moderno carece de infinitivo y en su lugar utiliza una gran variedad de construcciones perifrásticas, utilizando los participios de manera más restringida. La pérdida del dativo conllevó un aumento de objetos indirectos marcados mediante preposición o con genitivo. El orden de palabras antiguo tendía a ser SOV, mientras que el moderno es SVO o VSO.

### Léxico
La mayor parte del léxico del griego antiguo es heredado, pero incluye un número de préstamos de las lenguas de las poblaciones que habitaban en Grecia antes de la llegada de los protogriegos. Se han identificado palabras de origen no indoeuropeo ya en tiempos micénicos, destacando en número los topónimos. La mayor parte del léxico griego moderno, por otro lado, ha sido heredada directamente del griego antiguo, aunque con cambios semánticos en bastantes casos. Los préstamos se han tomado principalmente del latín, el veneciano y el turco. Generalmente los préstamos tomados con anterioridad al xx adoptaron la declinación griega, mientras que los préstamos posteriores, especialmente los tomados del francés y el inglés, son indeclinables.